# Говард, Эдвард, 2-й граф Карлайл
Эдвард Говард, 2-й граф Карлайл (англ. Edward Howard, 2nd Earl of Carlisle; 27 ноября 1646 — 23 апреля 1692) — английский пэр и политик. Он носил титул учтивости — виконт Морпет с 1661 по 1685 год.

## Биография
Родился 27 ноября 1646 года. Старший сын Чарльза Говарда, 1-го графа Карлайла (1628—1685), и его жены, достопочтенной Энн Говард (? — 1703), дочери Эдварда Говарда, 1-го барона Говарда из Эскрика.
Эдвард Говард заседал в Палате общин Англии от Морпета (1666—1679), Камберленда (1679—1681) и Карлайла (1681—1685).
24 февраля 1685 года после смерти своего отца Эдвард Говард унаследовал титулы 2-го графа Карлайла (Пэрство Англии), 2-го барона Дакра из Гиллесленда в Камберленде (Пэрство Англии) и 2-го виконта Говарда из Морпета в Нортумберленде (Пэрство Англии), став членом Палаты лордов Англии.
Лорд-лейтенант Камберленда (1668—1685), заместитель губернатора Карлайла (1679—1687), олдермен (с 1680) и мэр (1683—1684) Карлайла.
Полковник пехотного полка в 1678/1679 году.

## Семья
27 апреля 1668 года Эдвард Говард женился на Элизабет Юведейл (8 июня 1646 — 15 декабря 1696), дочери сэра Уильяма Юведейла из Уикема в Хэмпшире и достопочтенной Виктории Кэри. У супругов было двое детей:
- Мэри Говард, умерла незамужней
- Чарльз Говард, 3-й граф Карлайл  (1669 — 1 мая 1738).

Лорд Карлайл скончался в апреле 1692 года в возрасте 45 лет в Уикеме, графство Хэмпшир, Англия,, и его титулы унаследовал его сын Чарльз.